# Lychnodiscus grandifolius
Lychnodiscus grandifolius är en kinesträdsväxtart som beskrevs av Ludwig Radlkofer. Lychnodiscus grandifolius ingår i släktet Lychnodiscus och familjen kinesträdsväxter. Inga underarter finns listade i Catalogue of Life.